# ARO 10
L'ARO 10 è una autovettura di tipo fuoristrada prodotta dalla casa automobilistica rumena ARO dal 1980 al 2006. 
È stata venduta inizialmente in Italia con la denominazione ARO Ischia e successivamente come ARO Super Ischia per poi essere assemblata su licenza dalla ARO-Ciemme dal 1988 al 1991 nello stabilimento di Atessa e venduta come ACM Enduro X4. Nel Regno Unito è stata venduta dalla Dacia come Dacia Duster 4x4.
Era disponibile in numerose versioni con carrozzeria a 3 e 5 porte, pick-up a 2 e 4 porte e cabrio a 2 porte.

## Storia
L'ARO 10 era il modello di fuoristrada più piccolo sviluppato dalla ARO negli anni settanta utilizzando molti componenti derivati dalle Dacia 1300 e 1410, prodotte su licenza Renault. Durante lo sviluppo i vertici della ARO si ispirarono a progetti come la Renault Rodéo e la Citroën Mehari che erano delle vetture spiaggine molto robuste, e pensarono di realizzare un piccolo fuoristrada economico a trazione integrale in grado di essere utilizzato dappertutto soprattutto nelle grandi zone rurali della Romania.

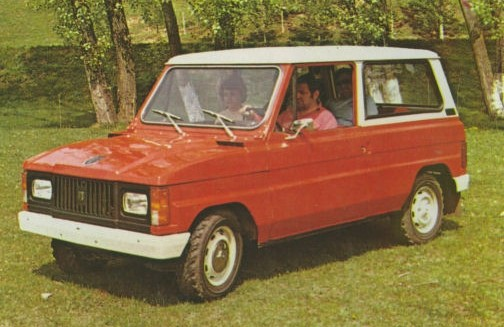
ARO 10 del 1980

La carrozzeria era montata su un telaio a longheroni con sospensioni anteriore di tipo indipendente con schema a bracci trasversali e molle elicoidali mentre le sospensioni posteriore era anch'essa a ruote indipendenti con bracci trasversali ma successivamente, a metà anni ottanta, vennero modificate adottando un assale rigido con molle a balestre longitudinali più idoneo per il fuoristrada. 
La vettura debutta nel 1979 ed entra in produzione nel 1980; era caratterizzata da un prezzo molto più basso rispetto alla grande ARO serie 24. Al debutto era disponibile nella versione 3 porte “chiusa”, la cabrio con tetto rigido rimuovibile e la cabrio con tetto in tela. Aveva una trazione integrale con la trazione anteriore che veniva innestata da una leva situata accanto alla leva del cambio. Inoltre, sulle ruote anteriori sono presenti dei pomelli che consentono lo scollegamento permanente dei mozzi delle ruote dalla trasmissione. 
Nel 1981 la casa rumena sigla diversi accordi per esportare il nuovo fuoristrada in tutta Europa. In Italia sarà importato dalla Ali Ciemme mentre nel Regno Unito dalla Dacia e ribattezzato Dacia Duster 4x4.
Successivamente vennero introdotte altre tipologie di carrozzeria con passo lungo a cinque porte (ARO 10.4), cargo commerciale a due posti (ARO 10.3) e pick-up a passo lungo a due e quattro porte. 
Inizialmente sono stati utilizzati i motori Dacia con una cilindrata di 1.3 (1289 cm³) da 54 cavalli a cui venne affiancato dal 1984 un 1.4 (1397 cm³) con una potenza di 62 cavalli (45,5 kW). Il propulsore più grande è stato realizzato aumentando il diametro del cilindro da 73 a 76 mm con la stessa corsa del pistone di 77 mm. Nel 1984 vennero modificati anche i paraurti, ora in plastica, e i cerchi in lega dal disegno specifico. 

### ARO-Ciemme
L'italiana Ali Ciemme (ACM) ha importato gli ARO rumeni dal 1981 e ne ha apportato delle modifiche estetiche in alcune versioni per renderlo più adatto al fuoristrada introducendo protezioni in plastica lungo i passatuota e la carrozzeria. Tra il novembre 1988 e il marzo 1991, ha assemblato su licenza l'ARO 10 nel proprio stabilimento di Atessa equipaggiandolo con motore 1.6 benzina di origine Volkswagen e con motori diesel aspirati 1.6 Volkswagen. I modelli italiani erano ribattezzati ACM Enduro X4 ed avevano finiture migliori oltre al body kit esterno specifico successivamente, nel 1989, venne adottato anche il diesel turbo 1.6 Volkswagen. Furono pianificati ulteriori investimenti in nuove sale di montaggio e verniciatura ma causa di problemi di affidabilità della vettura legati al progetto originale, la Enduro uscì di produzione nel marzo del 1993 e lo stabilimento venne venduto alla Honda per produrre scooter e motociclette.
Nel 1988, a Torino, l'azienda ha presentato un prototipo di un veicolo da spiaggia chiamato ACM Scorpion (con due porte apribili verso l'alto ad "ala di gabbiano") e una carrozzeria inedita dalla forme arrotondate.

## Modelli
- ARO 10 
  - ARO 10.1
  - ARO 10.4
  - ARO 10 Spartana
  - ARO 11.4
  - ARO 10.2
  - ARO 10.3
  - ARO 10.5
  - Pick-up ARO 10.6
  - ARO 10.9
  - ARO 10.0
  - ARO 11.9

## Dati tecnici
| Versione          | Motore:             | Produttore:       | Massima potenza:                    | Coppia                  | V-max:            |                   |                   |                   |
| Motori a benzina: | Motori a benzina:   | Motori a benzina: | Motori a benzina:                   | Motori a benzina:       | Motori a benzina: | Motori a benzina: | Motori a benzina: | Motori a benzina: |
| ----------------- | ------------------- | ----------------- | ----------------------------------- | ----------------------- | ----------------- | ----------------- | ----------------- | ----------------- |
| 1.2               | R4 1.2L (1239 cm³)  | Renault           | 54 CV (40 kW ) a 5.300 giri / min   | 90 N•m 2800 giri / min  | 110 km / h        |                   |                   |                   |
| 1.3               | R4 1.3L (1289 cm³)  | Dacia             | 54 CV (39,5 kW ) a 5.250 giri / min | 88 N•m 3000 giri / min  | 115 km / h        |                   |                   |                   |
| 1.4               | R4 1.4l (1397 cm³)  | Dacia             | 62 CV (46 kW ) a 5.500 giri / min   | 100 N•m 3500 giri / min | 120 km / h        |                   |                   |                   |
| 1,6               | R4 1,6 l (1557 cm³) | Dacia             | 72 CV (54 kW ) a 5.000 giri / min   | 122 N•m 2500 giri / min | 125 km / h        |                   |                   |                   |
| 1,6               | R4 1.6L (1598 cm³)  | Daewoo            | 105 CV (78 kW ) a 5.800 giri / min  | 145 N•m 3800 giri / min | 140 km / h        |                   |                   |                   |
| Motori diesel:    |                     |                   |                                     |                         |                   |                   |                   |                   |
| 1,9               | R4 1.9L (1870 cm³)  | Renault           | 64 CV (48 kW ) a 4.500 giri / min   | 118 N•m 2250 giri / min | 120 km / h        |                   |                   |                   |
| 1,9               | R4 1.9L (1870 cm³)  | Renault           | 92 CV (69 kW ) a 4.250 giri / min   | 182 N•m 2250 giri / min | 140 km / h        |                   |                   |                   |
| 1,9               | R4 1.9L (1905 cm³)  | Peugeot           | 68 CV (51 kW ) a 4.600 giri / min   | 120 N•m 2000 giri / min | 120 km / h        |                   |                   |                   |